# Баккеруд, Кристиан
Кристиан Баккеруд (3 ноября 1984 — 11 сентября 2011) — датский автогонщик, который в сезонах 2007 и 2008 выступал в серии GP2, но большую часть времени он страдал от травмы спины. Перед GP2 он выступал в Британской Формуле-3 и Формуле-БМВ.

## Карьера

### Формула-БМВ
Баккеруд выступал в Формуле-БМВ с 2002 по 2004, перейдя в британскую версию серию после двух сезонов в Германии.

### Формула-3
Кристиан принимал участие Британской Формуле-3 в 2005 и 2006. Он занял седьмое место в чемпионате в 2005 и повысился до шестого в 2006, а также заработал первую победу в серии. Также датчанин участвовал в Гран-при Макао и гонке Формула-3 Мастерс.

### GP2

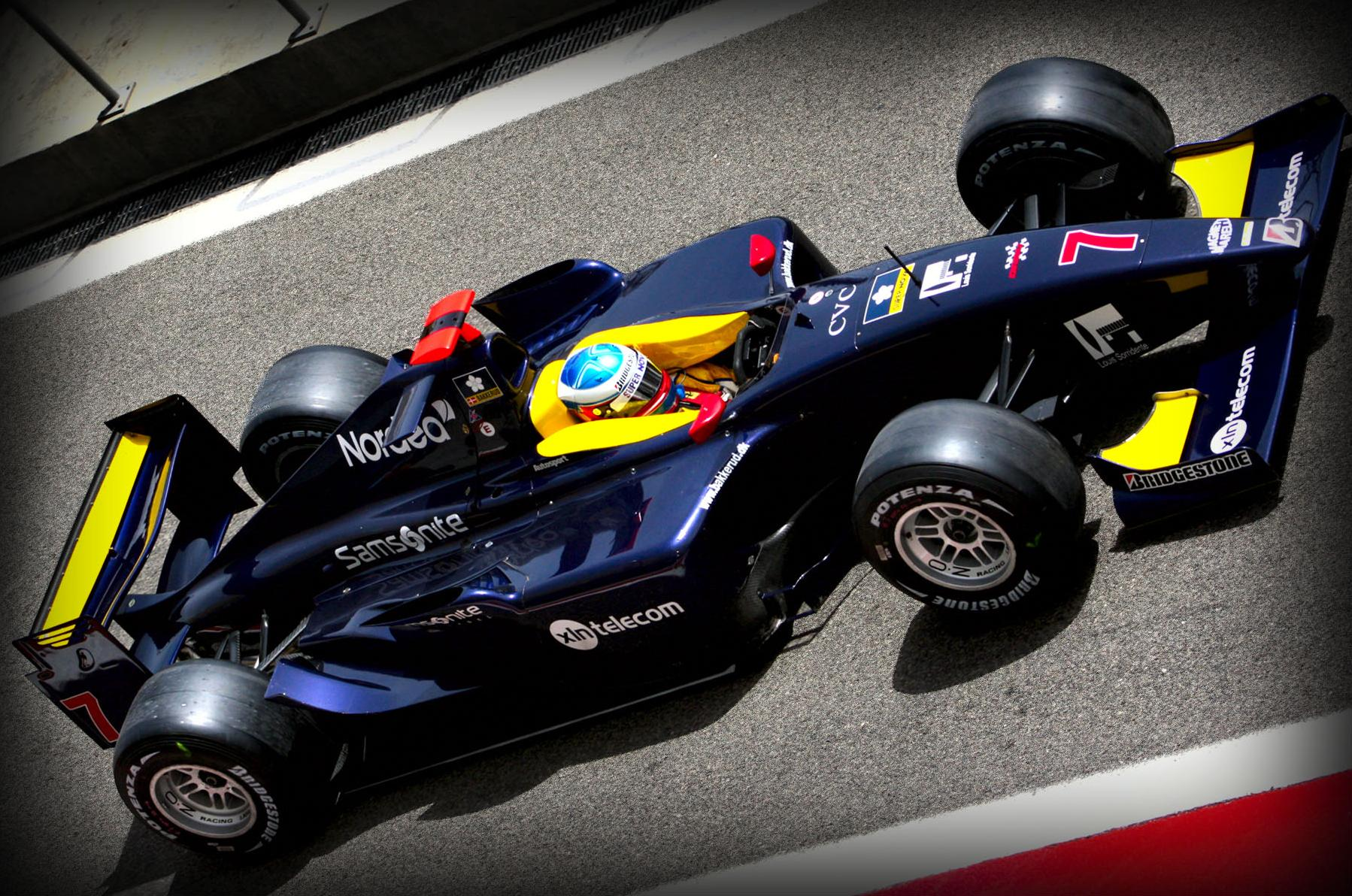
Баккеруд управляет болидом Super Nova на этапе в Бахрейне в сезоне 2008 GP2 Asia.

Баккеруд принял участие в Сезоне 2007 GP2 за команду DPR team, в паре с испанцем Энди Соучек. Сезон обернулся полнейшим разочарованием, поскольку Кристиан не смог заработать очков. Он также столкнулся с болями в спине, задев нервы в двух гоночных инцидентах.
Он перешёл в команду Super Nova в сезоне 2008 GP2 Asia, где он подтвердил свою репутацию неудачника, сойдя во всех гонках кроме трёх. Он остался в следующем 2008 сезоне GP2, но он столкнулся с повторением болей в спине после столкновения с Беном Хэнли в первой гонке. Пока он выздоравливал его заменял Соучек, в кокпит он вернулся уже в Монте-Карло, после пропуска этапа в Стамбуле. Он попал в аварию в спринте в Монако, взлетев после столкновения с Камуи Кобаяси. Он не почувствовал болей в спине после тяжёлого приземления. Однако травма дала о себе знать на тестовой сезоне и он покинул GP2 из-за медицинских предписаний. В оставшейся части сезона его заменил Соучек.

### DTM

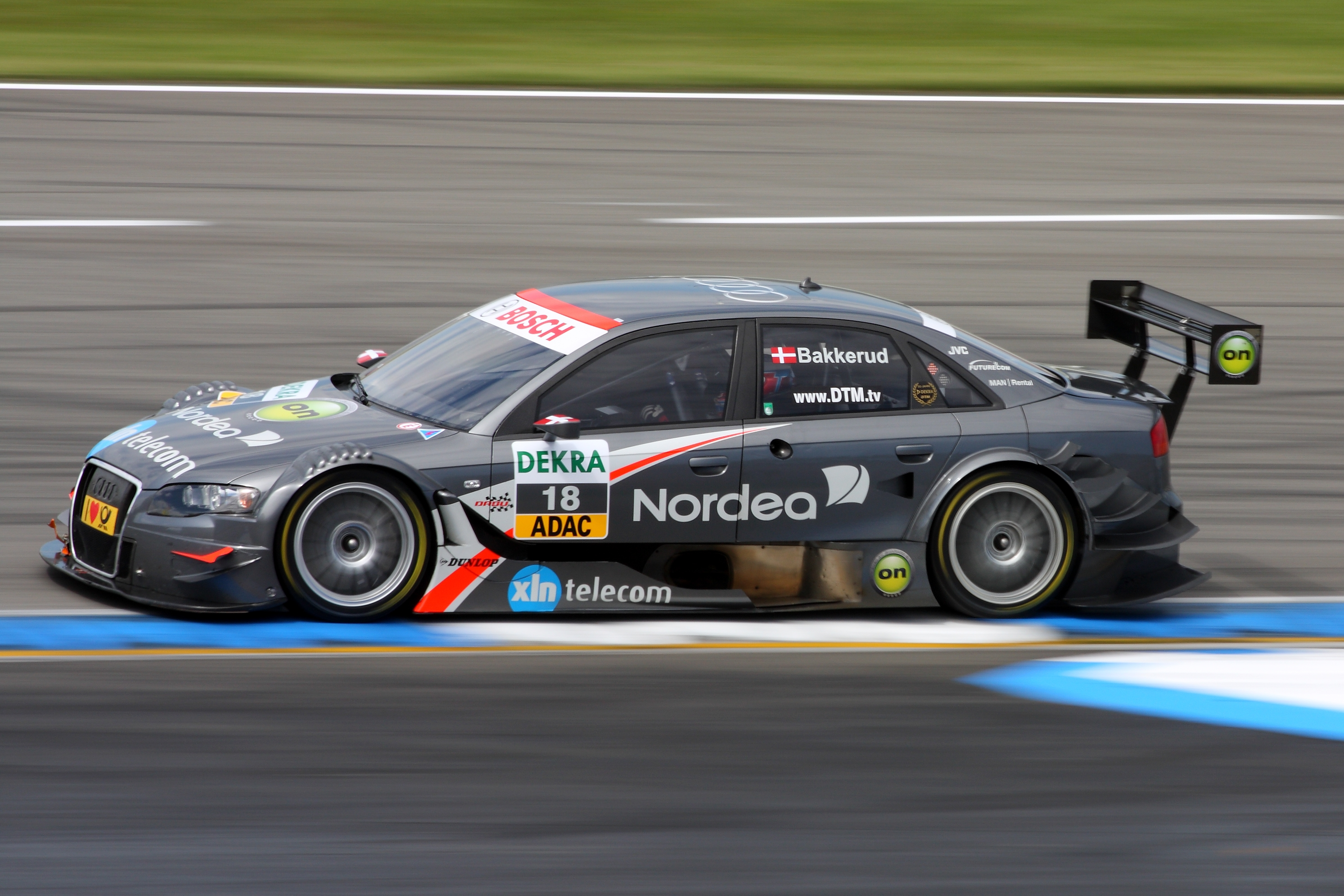
Кристиан Баккеруд на Хоккенхаймринге в 2009 году

В 2009 Баккеруд участвует в серии Deutsche Tourenwagen Masters на двух-летней Audi A4 за команду Futurecom-TME.

### Смерть
10 сентября 2011 года на дороге возле Уимблдона попал в аварию на Audi RS 6 и скончался в госпитале на следующий день.

## Результаты выступлений

### Результаты выступлений в серии GP2
| Легенда к таблице |                                                                    |
| --- | ------------------------------------------------------------------ |
| В таблице перечислены результаты всех гонок, в которых принимал участие гонщик. Строками таблицы являются сезоны, столбцами — этапы соревнований. В каждой клетке указаны сокращённое название этапа и результат, дополнительно обозначенный цветом. Расшифровка обозначений и цветов представлена в нижеследующей таблице. |                                                                    |
| \| Пример \| Описание \| \| ------------ \| ------------------------------------------------------------------ \| \| 1 \| Победитель \| \| 2 \| Второе место \| \| 3 \| Третье место \| \| 5 \| Финишировал, заработав очки \| \| Сход \| Не финишировал, но при этом заработал очки \| \| 12 \| Финишировал, не получив очков \| \| НКЛ \| Финишировал, но не попал в финальную классификацию \| \| 15 \| Участвовал вне зачёта, либо по отдельной классификации \| \| 18 \| Не финишировал, но попал в финальную классификацию \| \| Сход \| Не финишировал \| \| НКВ \| Не прошёл квалификацию \| \| НПКВ \| Не прошёл предквалификацию \| \| ДСК \| Дисквалифицирован \| \| ИСК \| Исключён из протокола соревнований \| \| ТТ \| Заявлен для участия только в тренировках \| \| НС \| Участвовал в квалификации, но не стартовал в гонке \| \| Т \| Травмирован или болен \| \| ОТК \| Отказ от участия \| \| НТР \| Прибыл на соревнования, но на трассу не выезжал \| \| НПР \| Был заявлен в числе участников, но не прибыл к началу соревнований \| \| О \| Соревнования отменены \| \| \| Не участвовал \| \| Поул-позиция \| \| \| Быстрый круг \| \| |                                                                    |
| Пример | Описание                                                           |
| 1 | Победитель                                                         |
| 2 | Второе место                                                       |
| 3 | Третье место                                                       |
| 5 | Финишировал, заработав очки                                        |
| Сход | Не финишировал, но при этом заработал очки                         |
| 12 | Финишировал, не получив очков                                      |
| НКЛ | Финишировал, но не попал в финальную классификацию                 |
| 15 | Участвовал вне зачёта, либо по отдельной классификации             |
| 18 | Не финишировал, но попал в финальную классификацию                 |
| Сход | Не финишировал                                                     |
| НКВ | Не прошёл квалификацию                                             |
| НПКВ | Не прошёл предквалификацию                                         |
| ДСК | Дисквалифицирован                                                  |
| ИСК | Исключён из протокола соревнований                                 |
| ТТ | Заявлен для участия только в тренировках                           |
| НС | Участвовал в квалификации, но не стартовал в гонке                 |
| Т | Травмирован или болен                                              |
| ОТК | Отказ от участия                                                   |
| НТР | Прибыл на соревнования, но на трассу не выезжал                    |
| НПР | Был заявлен в числе участников, но не прибыл к началу соревнований |
| О | Соревнования отменены                                              |
| | Не участвовал                                                      |
| Поул-позиция |                                                                    |
| Быстрый круг |                                                                    |

| Год  | Команда            | 1          | 2          | 3        | 4          | 5          | 6          | 7        | 8          | 9        | 10        | 11       | 12         | 13       | 14        | 15        | 16      | 17      | 18       | 19         | 20         | 21         | ЛЗ | Очки |
| ---- | ------------------ | ---------- | ---------- | -------- | ---------- | ---------- | ---------- | -------- | ---------- | -------- | --------- | -------- | ---------- | -------- | --------- | --------- | ------- | ------- | -------- | ---------- | ---------- | ---------- | -- | ---- |
| 2007 | David Price Racing | БАХ 1 13   | БАХ 2 Сход | ИСП 1 12 | ИСП 2 Сход | МОН 1 Сход | ФРА 1 Сход | ФРА 2 12 | ВЕЛ 1 Сход | ВЕЛ 2 21 | ЕВР 1 Ret | ЕВР 2 18 | ВЕН 1 Сход | ВЕН 2 НС | ТУЦ 1 НКВ | ТУЦ 2 НКВ | ИТА 1 Т | ИТА 2 Т | БЕЛ 1 12 | БЕЛ 2 Сход | ВАЛ 1 Сход | ВАЛ 2 Сход | 32 | 0    |
| 2008 | Super Nova Racing  | ИСП 1 Сход | ИСП 2 Т    | ТУЦ 1 Т  | ТУЦ 2 Т    | МОН 1 10   | МОН 2 Сход | ФРА 1 Т  | ФРА 2 Т    | ВЕЛ 1 Т  | ВЕЛ 2 Т   | ГЕР 1 Т  | ГЕР 2 Т    | ВЕН 1 Т  | ВЕН 2 Т   | ЕВР 1 Т   | ЕВР 2 Т | БЕЛ 1 Т | БЕЛ 2 Т  | ИТА 1 Т    | ИТА 2 Т    |            | 27 | 0    |

#### Результаты выступлений в GP2 Asia
| Легенда к таблице |                                                                    |
| --- | ------------------------------------------------------------------ |
| В таблице перечислены результаты всех гонок, в которых принимал участие гонщик. Строками таблицы являются сезоны, столбцами — этапы соревнований. В каждой клетке указаны сокращённое название этапа и результат, дополнительно обозначенный цветом. Расшифровка обозначений и цветов представлена в нижеследующей таблице. |                                                                    |
| \| Пример \| Описание \| \| ------------ \| ------------------------------------------------------------------ \| \| 1 \| Победитель \| \| 2 \| Второе место \| \| 3 \| Третье место \| \| 5 \| Финишировал, заработав очки \| \| Сход \| Не финишировал, но при этом заработал очки \| \| 12 \| Финишировал, не получив очков \| \| НКЛ \| Финишировал, но не попал в финальную классификацию \| \| 15 \| Участвовал вне зачёта, либо по отдельной классификации \| \| 18 \| Не финишировал, но попал в финальную классификацию \| \| Сход \| Не финишировал \| \| НКВ \| Не прошёл квалификацию \| \| НПКВ \| Не прошёл предквалификацию \| \| ДСК \| Дисквалифицирован \| \| ИСК \| Исключён из протокола соревнований \| \| ТТ \| Заявлен для участия только в тренировках \| \| НС \| Участвовал в квалификации, но не стартовал в гонке \| \| Т \| Травмирован или болен \| \| ОТК \| Отказ от участия \| \| НТР \| Прибыл на соревнования, но на трассу не выезжал \| \| НПР \| Был заявлен в числе участников, но не прибыл к началу соревнований \| \| О \| Соревнования отменены \| \| \| Не участвовал \| \| Поул-позиция \| \| \| Быстрый круг \| \| |                                                                    |
| Пример | Описание                                                           |
| 1 | Победитель                                                         |
| 2 | Второе место                                                       |
| 3 | Третье место                                                       |
| 5 | Финишировал, заработав очки                                        |
| Сход | Не финишировал, но при этом заработал очки                         |
| 12 | Финишировал, не получив очков                                      |
| НКЛ | Финишировал, но не попал в финальную классификацию                 |
| 15 | Участвовал вне зачёта, либо по отдельной классификации             |
| 18 | Не финишировал, но попал в финальную классификацию                 |
| Сход | Не финишировал                                                     |
| НКВ | Не прошёл квалификацию                                             |
| НПКВ | Не прошёл предквалификацию                                         |
| ДСК | Дисквалифицирован                                                  |
| ИСК | Исключён из протокола соревнований                                 |
| ТТ | Заявлен для участия только в тренировках                           |
| НС | Участвовал в квалификации, но не стартовал в гонке                 |
| Т | Травмирован или болен                                              |
| ОТК | Отказ от участия                                                   |
| НТР | Прибыл на соревнования, но на трассу не выезжал                    |
| НПР | Был заявлен в числе участников, но не прибыл к началу соревнований |
| О | Соревнования отменены                                              |
| | Не участвовал                                                      |
| Поул-позиция |                                                                    |
| Быстрый круг |                                                                    |

| Год  | Команда           | 1          | 2        | 3          | 4        | 5          | 6          | 7          | 8          | 9          | 10      | Место | Очки |
| ---- | ----------------- | ---------- | -------- | ---------- | -------- | ---------- | ---------- | ---------- | ---------- | ---------- | ------- | ----- | ---- |
| 2008 | Super Nova Racing | ОАЭ 1 Сход | ОАЭ 2 11 | ИНЗ 1 Сход | ИНЗ 2 14 | МАЗ 1 Сход | МАЗ 2 Сход | БАХ 1 Сход | БАХ 2 Сход | ОАЭ 1 Сход | ОАЭ 2 9 | 27    | 0    |

### Результаты выступлений в DTM
| Легенда к таблице |                                                                    |
| --- | ------------------------------------------------------------------ |
| В таблице перечислены результаты всех гонок, в которых принимал участие гонщик. Строками таблицы являются сезоны, столбцами — этапы соревнований. В каждой клетке указаны сокращённое название этапа и результат, дополнительно обозначенный цветом. Расшифровка обозначений и цветов представлена в нижеследующей таблице. |                                                                    |
| \| Пример \| Описание \| \| ------------ \| ------------------------------------------------------------------ \| \| 1 \| Победитель \| \| 2 \| Второе место \| \| 3 \| Третье место \| \| 5 \| Финишировал, заработав очки \| \| Сход \| Не финишировал, но при этом заработал очки \| \| 12 \| Финишировал, не получив очков \| \| НКЛ \| Финишировал, но не попал в финальную классификацию \| \| 15 \| Участвовал вне зачёта, либо по отдельной классификации \| \| 18 \| Не финишировал, но попал в финальную классификацию \| \| Сход \| Не финишировал \| \| НКВ \| Не прошёл квалификацию \| \| НПКВ \| Не прошёл предквалификацию \| \| ДСК \| Дисквалифицирован \| \| ИСК \| Исключён из протокола соревнований \| \| ТТ \| Заявлен для участия только в тренировках \| \| НС \| Участвовал в квалификации, но не стартовал в гонке \| \| Т \| Травмирован или болен \| \| ОТК \| Отказ от участия \| \| НТР \| Прибыл на соревнования, но на трассу не выезжал \| \| НПР \| Был заявлен в числе участников, но не прибыл к началу соревнований \| \| О \| Соревнования отменены \| \| \| Не участвовал \| \| Поул-позиция \| \| \| Быстрый круг \| \| |                                                                    |
| Пример | Описание                                                           |
| 1 | Победитель                                                         |
| 2 | Второе место                                                       |
| 3 | Третье место                                                       |
| 5 | Финишировал, заработав очки                                        |
| Сход | Не финишировал, но при этом заработал очки                         |
| 12 | Финишировал, не получив очков                                      |
| НКЛ | Финишировал, но не попал в финальную классификацию                 |
| 15 | Участвовал вне зачёта, либо по отдельной классификации             |
| 18 | Не финишировал, но попал в финальную классификацию                 |
| Сход | Не финишировал                                                     |
| НКВ | Не прошёл квалификацию                                             |
| НПКВ | Не прошёл предквалификацию                                         |
| ДСК | Дисквалифицирован                                                  |
| ИСК | Исключён из протокола соревнований                                 |
| ТТ | Заявлен для участия только в тренировках                           |
| НС | Участвовал в квалификации, но не стартовал в гонке                 |
| Т | Травмирован или болен                                              |
| ОТК | Отказ от участия                                                   |
| НТР | Прибыл на соревнования, но на трассу не выезжал                    |
| НПР | Был заявлен в числе участников, но не прибыл к началу соревнований |
| О | Соревнования отменены                                              |
| | Не участвовал                                                      |
| Поул-позиция |                                                                    |
| Быстрый круг |                                                                    |

| Год  | Команда | 1       | 2      | 3      | 4   | 5   | 6   | 7   | 8   | 9   | 10   | Место | Очки |
| ---- | ------- | ------- | ------ | ------ | --- | --- | --- | --- | --- | --- | ---- | ----- | ---- |
| 2009 | Audi    | ХОК1 14 | ЛАУ 14 | НОР 15 | ЗАН | ОШЕ | НЮР | БРХ | КАТ | ДИЖ | ХОК2 | 19    | 0    |